# College (film 1984)
College è un film commedia del 1984 diretto da Castellano e Pipolo.
Nel 1990 ne fu tratta una serie televisiva, intitolata anch'essa College. Pur essendo personaggi presi dal film, la trama della serie TV devia da quella della pellicola cinematografica; del cast originale resteranno solamente Federica Moro e George Hilton.

## Trama
Due scuole vicine tra loro: una è un'Accademia Navale piena di aitanti giovani vestiti di bianco e sempre ben educati, l'altra è il Collegio "Gabbiano", un prestigioso istituto di comportamento ed educazione per signorine dove vige un rigido regolamento che, tra l'altro, vieta l'accesso agli uomini e impone alle ospiti di indossare un'uniforme. Tra incontri, scherzi, balli ed altro scoppierà l'amore tra i due protagonisti, Arianna Mancini e Marco Poggi. I due termineranno per convolare a giuste nozze non prima che lei abbia il tempo per voler mandare tutto a monte per aver visto il fidanzato con una bella signora, che alla fine si rivelerà essere la mamma del cadetto.

## Canzoni
Tutte le musiche del film, compresa la colonna sonora, sono di Claudio Simonetti e prodotte dalla "Edizioni Musicali Gipsy s.a.s."
La colonna sonora sarà la sigla del telefilm College e una delle musiche di sottofondo che si sente durante le esercitazioni dei cadetti sarà ripresa nel telefilm e cantata dai personaggi.